# Feuerwache Sudenburg

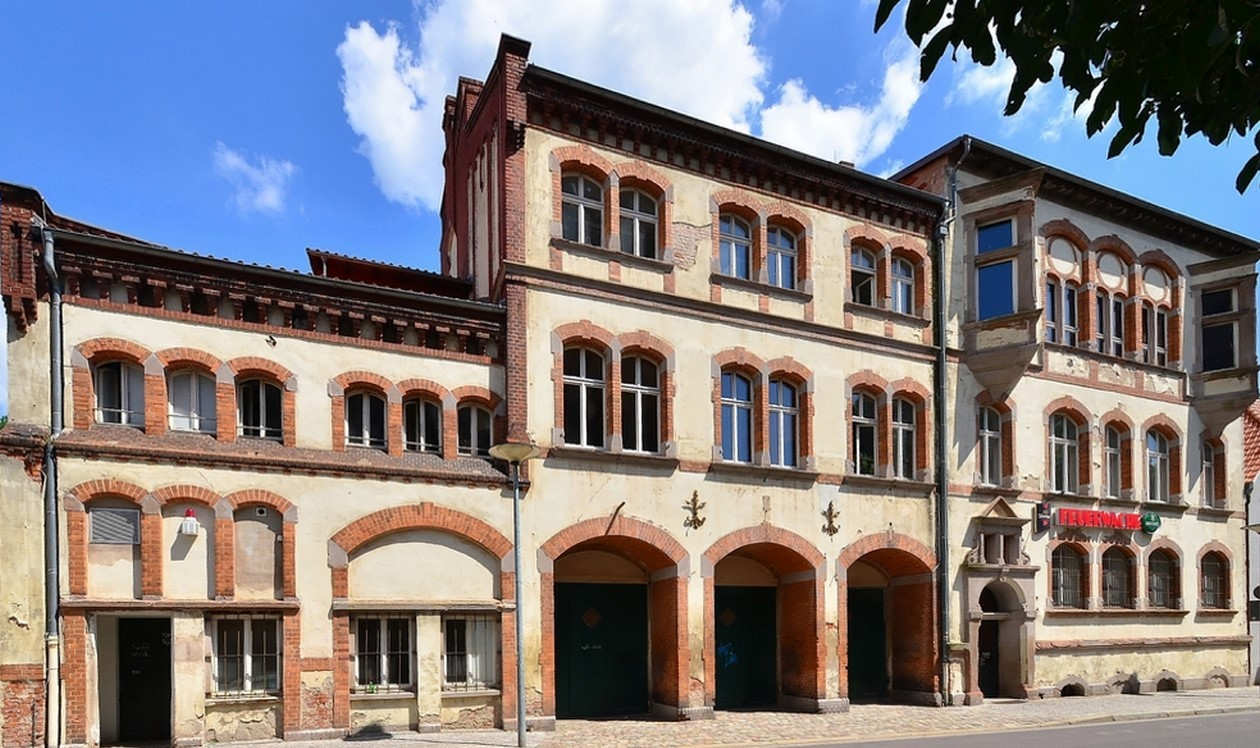
Feuerwache Sudenburg, 2013

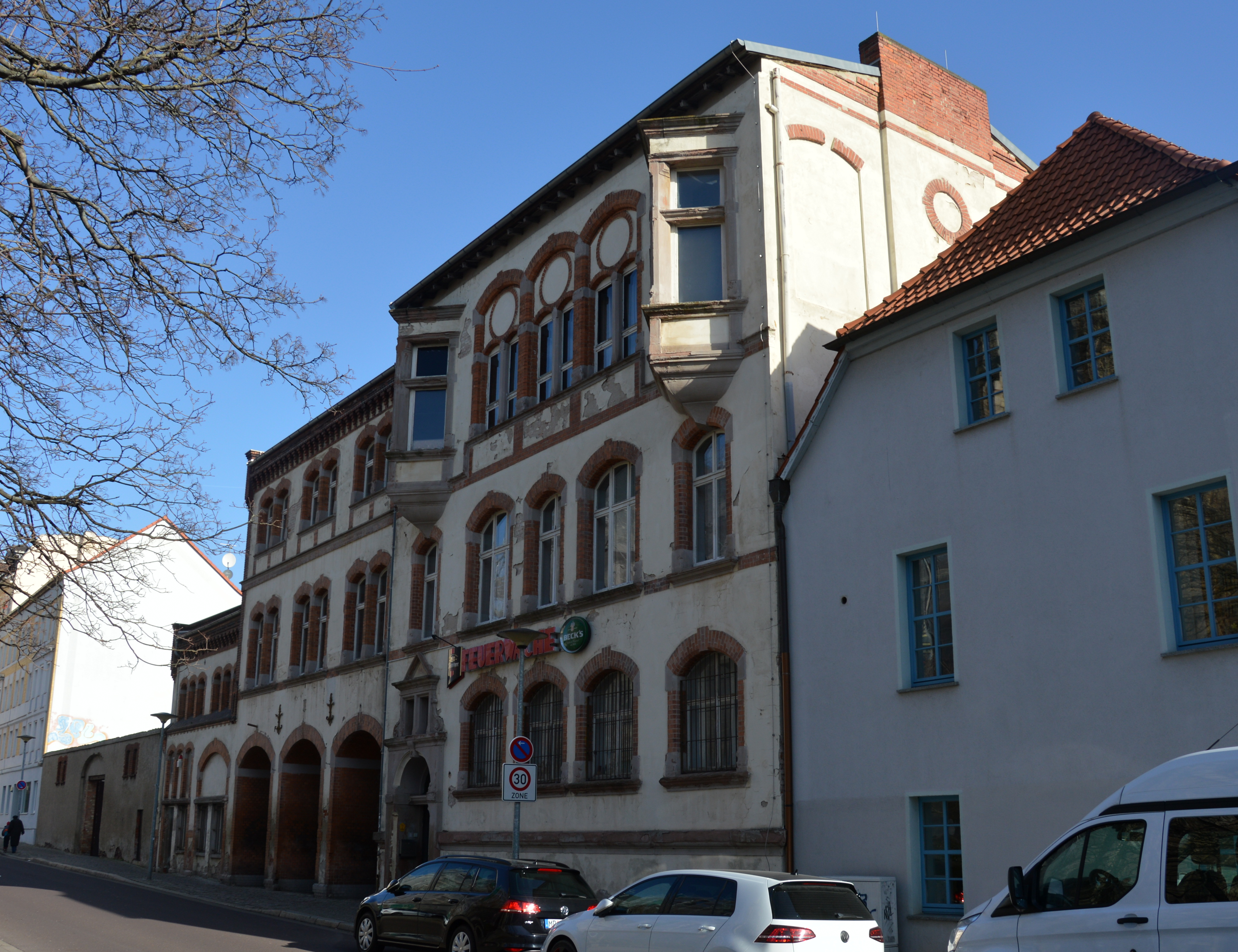
2017

Die Feuerwache Sudenburg ist ein Kulturzentrum in Magdeburg in Sachsen-Anhalt. Es ist in einer denkmalgeschützten ehemaligen Feuerwache untergebracht.

## Lage
Die Feuerwache befindet sich an der Adresse Halberstädter Straße 140 im Magdeburger Stadtteil Sudenburg auf der Nordostseite des Ambrosiusplatzes.

## Architektur und Geschichte

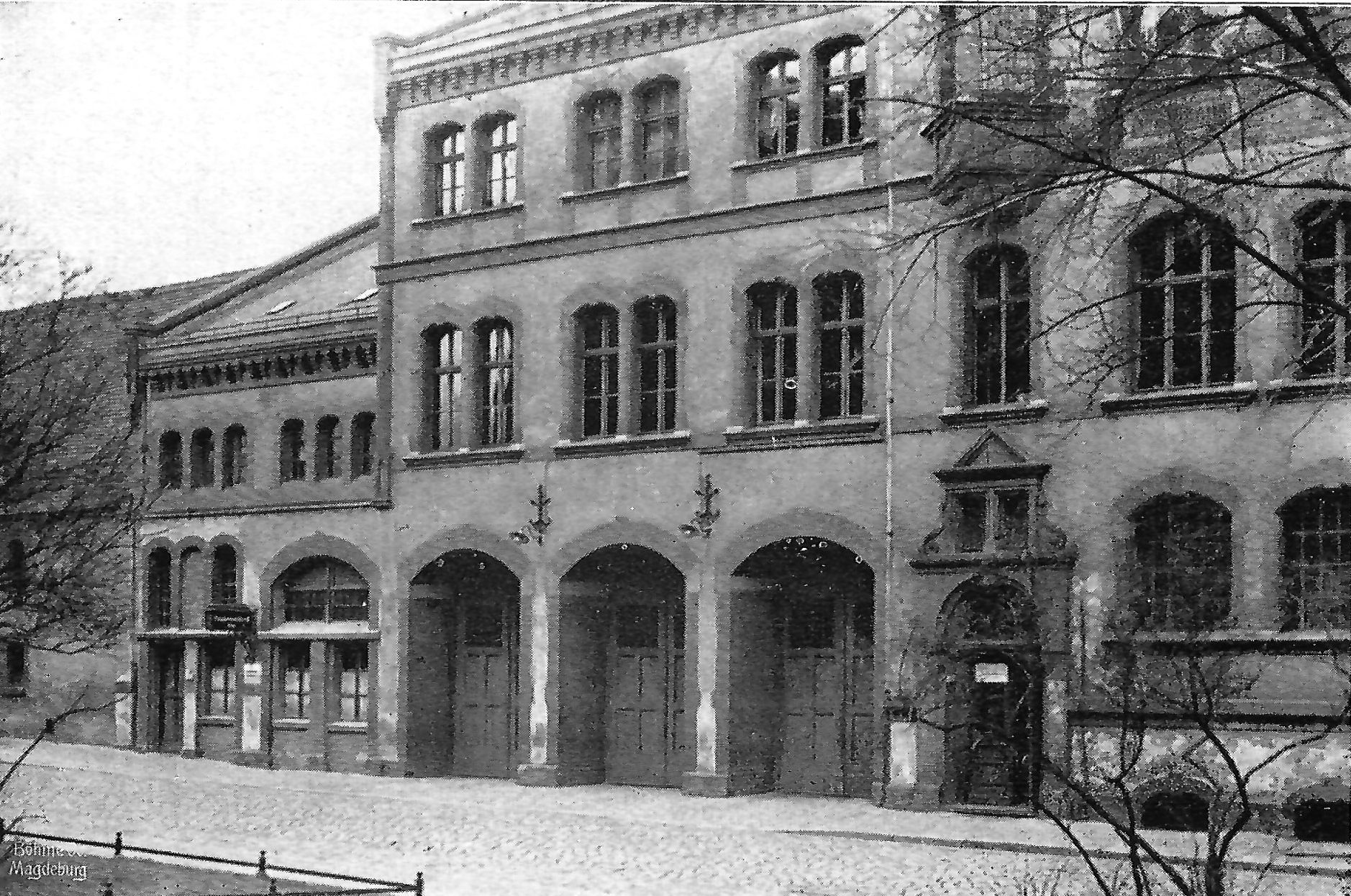
Feuerwache in den 1920er Jahren

Das Gebäude wurde im Jahr 1897, nach anderen Angaben 1896, im Stil der Neorenaissance errichtet. Es war nach der Wache in der Brandenburger Straße die zweite Feuerwache der im Jahr 1872 gegründeten Berufsfeuerwehr Magdeburg. Die Inbetriebnahme erfolgte am 28. Juli 1897. Als Ausrüstung bestand zunächst eine Handdruckspritze, Wasserwagen sowie die dazu gehörigen Pferdegespanne.
Der zwei- bis dreigeschossige verputzte Bau ist in seinem Mittelteil mit drei großen Einfahrten versehen, durch die die Löschfahrzeuge ausrückten. An der Fassade des südöstlichen als Mannschafts- und Verwaltungstrakt vorgesehenen Teils befinden sich in den äußersten Fensterachsen des obersten Geschosses zwei kleine Dreieckserker. Dieser Flügel diente auch als baulich Ergänzung des sich südöstlich anschließenden Rathaus Sudenburg. So war hier der Rathaussaal und eine Volksküche untergebracht. Die Fensteröffnungen der Wache sind mit Segmentbögen überspannt. Das Eingangsportal verfügt über ein Oberlicht.
Der in der als Feuerwache II bezeichneten Wache stationierte Löschzug war bis zum Jahr 1923 noch mit Pferden bespannt und danach motorisiert. Eine eigentlich geplante frühere Umstellung konnte bedingt durch die Auswirkungen des Ersten Weltkriegs nicht erfolgen. Eigentlich war der Bau einer neuen Wache für Sudenburg an der Ecke Halberstädter Straße/Südring vorgesehen, der jedoch letztlich nicht erfolgte. Es gab auch konkrete Pläne die Feuerwache aus Gründen knapper Finanzmittel ganz zu schließen. Proteste der Sudenburger Bevölkerung und Widerstand von Fraktionen im Magdeburger Stadtrat verhinderten jedoch in den 1920er Jahren diese Pläne.
Am 1. Februar 1963 wurde die Nutzung als Feuerwache aufgegeben. Das Gebäude diente dann als Werkstatt der Bezirksdirektion der Volkspolizei für Tragkraftspritzen. Ab 1968 bestand im Haus das Ausbildungskommando der Feuerwehr für den Bezirk Magdeburg. Hier fand bis 1990 die Aus- und Weiterbildung von Leitungskadern, Gruppenführern, Maschinisten und Gerätewarten sowohl für die Berufs- als auch für Freiwilligen- und Betriebsfeuerwehren statt. Zwischen 1990 und 1995 stand das Haus leer.
Im September 1995 begann die kulturelle Nutzung des Gebäudes. Zunächst zog das soziokulturelle Zentrum abriss übergangsweise ein. 1997 übernahm dann der Verein Podium Aller Kleinen Künste (PAKK e.V.) den Betrieb des weiterhin im Eigentum der Stadt Magdeburg stehenden Hauses. Von Oktober 1999 bis Mai 2000 fand eine Sanierung des Gebäudes statt.
Im Mai 2000 zog die seit 1979 bestehende und von 1984 bis 2000 in der Halberstädter Straße 119 ansässige Galerie Süd ebenfalls in die Feuerwache. Etwa im Jahr 2011 wurde in das Haus ein Fahrstuhl integriert, um einen barrierefreien Zugang zu ermöglichen.
Im örtlichen Denkmalverzeichnis ist die Feuerwache unter der Erfassungsnummer 094 76719 als Baudenkmal verzeichnet.
Das Gebäude gilt als Beispiel eines gründerzeitlichen technischen Funktionsgebäudes und ist für die Stadtteilgeschichte Sudenburgs bedeutsam. Darüber hinaus ist es für den angrenzenden Ambrosiusplatz prägend und somit von städtebaulicher Bedeutung.

## Ausstattung und kulturelle Nutzung
Die alte Fahrzeughalle im Erdgeschoss wird als Grosser Saal mit einer Kapazität bis zu 200 Stehplätzen bzw. 140 Sitzplätzen für Veranstaltungen und insbesondere Konzerte genutzt. Es besteht hier eine 8 × 4 Meter große Bühne sowie eine Künstlerwerkstatt. Der vollständig verdunkelbare Raum ist behindertengerecht erreichbar und verfügt über eine Bar.
In der ersten Etage befindet sich eine Kleinkunstbühne mit einer Sitzplatzkapazität von bis zu 80 Plätzen. Sie ist nach dem Kabarettisten Lothar Bölck als Bölcks Brettl benannt, der die Sanierung des Raums mit finanzierte. Im Raum besteht eine 30 Zentimeter hohe, 3 × 5,5 Meter große Bühne.
Im Haus befindet sich darüber hinaus das Café Hirsch mit bis zu 65 Sitzplätzen, in dem eine gastronomische Betreuung erfolgt. Das für Lesungen und Kleinkunstveranstaltungen genutzte Café ist nach dem Maler Rainer Hirsch benannt, der die Theke gestaltet hat und von dem auch im Raum befindliche Bilder stammen. Das Café Hirsch ist mit einer sieben mal drei Meter großen Bühne und einem Stützflügel ausgestattet.
Die Ausstellungsräume der Galerie Süd befinden sich in der ersten Etage. Vor allem Künstlerinnen und Künstler aus der Region Magdeburg präsentieren in monatlich wechselnden Ausstellungen ihre Werke. Darüber hinaus befinden sich im Gebäude die Galerie Da oben sowie zwei Seminarräume.
Der nordöstlich des Gebäudes liegende Hof verfügt über ein altes Pflaster und wird ebenfalls für Veranstaltungen genutzt.